# Riedelia flava
Riedelia flava là một loài thực vật có hoa trong họ Gừng. Loài này được Theodoric Valeton miêu tả khoa học đầu tiên năm 1914 dựa theo mô tả trước đó của Carl Adolf Georg Lauterbach.

## Phân bố
Loài này được tìm thấy ở ven sông Augusta (sông Sepik), trong tỉnh Tây Sepik (nay là tỉnh Sandaun) ở đông bắc Papua New Guinea. Mẫu vật điển hình: L. Schultze 309.